# 빅토리아 (2016년 영화)
《빅토리아》(Victoria)는 프랑스에서 제작된 쥐스틴 트리예 감독의 2016년 드라마 영화이다. 비르지니 에피라 등이 주연으로 출연하였다. 2016년 칸 영화제의 비평가 주간에 상영되었다. 제42회 세자르상에 작품상, 여우주연상을 비롯해 총 다섯 개 부문 후보로 올랐다.

## 줄거리
이혼 후 두 아이를 키우고 있는 30대 형사 전문 변호사 빅토리아는 정신적 위기에 처해있다. 빅토리아는 오페어로 고용한 전 마약거래상 사뮈엘과 엮이는 한편, 살인 미수 혐의로 고소된 친구 뱅상을 변호하게 된다. 사건의 유일한 목격자는 원고의 개다.

## 출연

### 주연
- 비르지니 에피라 - 빅토리아 스피크 역
- 뱅상 라코스트 - 사뮈엘 역
- 멜빌 푸포 - 뱅상 역

### 조연
- 로르 칼라미 - 크리스텔 역
- 로랑 푸아트르노 - 다비드 역